# Som uzbeko
Il som (so‘m in alfabeto latino, сўм in quello cirillico) è la valuta dell'Uzbekistan. Il codice ISO 4217 è UZS.

## Etimologia
La parola som significa "puro" in kazako, kirghiso e usbeko, e anche in diverse altre lingue turche.

## Primo som
Come altre ex-repubbliche sovietiche, l'Uzbekistan ha continuato per un certo tempo ad usare il rublo sovietico anche dopo l'indipendenza. Il 26 luglio 1993 è stata emessa una nuova serie di rubli russi e il vecchio rublo sovietico è uscito di corso in Russia.
Alcuni degli stati avevano già una loro moneta prima del cambiamento, alcuni decisero di continuare ad usare il vecchio rublo, altri ancora di usare sia il rublo pre-1993 che il nuovo rublo russo. Secondo le Tables of modern monetary history: Asia entrambe le monete, il vecchio e il nuovo rublo furono usati in Uzbekistan.
L'Uzbekistan sostituì il rublo con il som il 15 novembre 1993.
In questa prima versione del som non furono emesse frazioni e furono prodotte esclusivamente banconote da 1, 3, 5, 10, 25, 50, 100, 200, 500, 1000, 5000 e 10000 som.
Poiché era considerata una valuta provvisoria, il disegno delle banconote era semplice. Tutte le banconote mostravano lo stemma dell'Uzbekistan sul fronte e una architettura islamica al rovescio, differenziandosi solo per colore e valore.

## Secondo som
Il 1º luglio 1994 fu introdotto un secondo som con un tasso di cambio di 1 nuovo som = 1000 vecchi som. Questo secondo som è ora suddiviso in 100 tiyin. Al momento della sua introduzione un dollaro statunitense era pari a 7 som.

### Inflazione
Fino al 2013, il massimo taglio in valuta uzbeka era la banconota da 1000 som, che valeva circa 0,50€: un gran numero di banconote era necessario per fare la spesa o pagare le bollette.
Dal 2017 è stata introdotta la banconota da 50.000 som (che nel 2018 valeva circa 5,50€), che ha migliorato la situazione. Tuttavia, la più piccola moneta circolante, quella da 1 tiyin, era la moneta meno preziosa del mondo, occorrendone circa 3000 per arrivare al valore di 0,01€. Monete e banconote di valore inferiore a 25 sono diventate rare.
L'inflazione galoppante è un tema costante della politica uzbeka, per questa ragione il governo temporeggia nell'emissione di banconote di taglio più grande.

### Riforma del 2017
Il 2 settembre 2017, il presidente dell'Uzbekistan Shavkat Mirziyoyev ha emanato un decreto contenente "Misure prioritarie per la liberalizzazione delle politiche di cambio delle valute straniere'". La riforma è entrata in vigore il 5 settembre 2017. Il som è stato svincolato dal tasso di cambio fisso contro il dollaro statunitense e ha un tasso di cambio variabile. Come conseguenza il tasso è passato da 4.210 som per 1 dollaro a 8.100 som per 1 dollaro, ancora meno del tasso del mercato nero (ampiamente usato fino ad allora in Uzbekistan), che era pari a 7.700 som per 1 dollaro. Con il decreto sono state abolite tutte le restrizioni all'acquisto di valute straniere da parte di aziende e privati.

### Monete
Per il secondo som sono state coniate 2 serie di monete.
Possono essere facilmente distinte per l'alfabeto usato per scrivere in usbeco. La prima serie reca l'alfabeto cirillico, mentre la seconda è scritta in alfabeto latino.
| Prima serie | Prima serie | Prima serie                 | Prima serie                                                     | Prima serie  | Prima serie            | Prima serie        |
| Immagine    | Immagine    | Valore                      | Composizione                                                    | Descrizione  | Descrizione            | Data di coniazione |
| Immagine    | Immagine    | Valore                      | Composizione                                                    | Dritto       | Rovescio               | Data di coniazione |
| ----------- | ----------- | --------------------------- | --------------------------------------------------------------- | ------------ | ---------------------- | ------------------ |
|             | 1 tiyin     | Acciaio ricoperto da ottone | Emblema dell'Uzbekistan con 12 stelle Denominazione dello stato | Valore, anno | 1994                   |                    |
|             | 3 tiyin     | Acciaio ricoperto da ottone | Emblema dell'Uzbekistan con 12 stelle Denominazione dello stato | Valore, anno | 1994                   |                    |
|             | 5 tiyin     | Acciaio ricoperto da ottone | Emblema dell'Uzbekistan con 12 stelle Denominazione dello stato | Valore, anno | 1994                   |                    |
|             | 10 tiyin    | Acciaio ricoperto da nichel | Emblema dell'Uzbekistan con 12 stelle Denominazione dello stato | Valore, anno | 1994                   |                    |
|             | 20 tiyin    | Acciaio ricoperto da nichel | Emblema dell'Uzbekistan con 12 stelle Denominazione dello stato | Valore, anno | 1994                   |                    |
|             | 50 tiyin    | Acciaio ricoperto da nichel | Emblema dell'Uzbekistan con 12 stelle Denominazione dello stato | Valore, anno | 1994                   |                    |
|             | 1 som       | Acciaio ricoperto da nichel | Emblema dell'Uzbekistan con 12 stelle Denominazione dello stato | Valore, anno | 1997, 1998, 1999, 2000 |                    |
|             | 5 som       | Acciaio ricoperto da nichel | Emblema dell'Uzbekistan con 12 stelle Denominazione dello stato | Valore, anno | 1997, 1998, 1999       |                    |
|             | 10 som      | Acciaio ricoperto da nichel | Emblema dell'Uzbekistan con 12 stelle Denominazione dello stato | Valore, anno | 1997, 1998, 1999, 2000 |                    |

| Seconda serie | Seconda serie | Seconda serie     | Seconda serie     | Seconda serie               | Seconda serie              | Seconda serie                                                        | Seconda serie                         | Seconda serie      |
| Immagine | Valore        | Parametri tecnici | Parametri tecnici | Parametri tecnici           | Descrizione                | Descrizione                                                          | Descrizione                           | Data di coniazione |
| Immagine | Valore        | Diametro          | Massa             | Composizioni                | Bordo                      | Dritto                                                               | Rovescio                              | Data di coniazione |
| --- | ------------- | ----------------- | ----------------- | --------------------------- | -------------------------- | -------------------------------------------------------------------- | ------------------------------------- | ------------------ |
| | 1 som         | 18,4 mm           | 2,83 g            | Acciaio rivestito da nickel | Dentellato                 | Emblema dell'Uzbekistan senza stelle Denominazione della banca, data | Valore, mappa dell'Uzbekistan         | 2000               |
| | 5 som         | 21,2 mm           | 3,35 g            | Acciaio rivestito da ottone | Liscio                     | Emblema dell'Uzbekistan senza stelle Denominazione della banca, data | Valore, mappa dell'Uzbekistan         | 2001               |
| | 10 som        | 19,75 mm          | 2,71 g            | Acciaio rivestito da nickel | Liscio                     | Emblema dell'Uzbekistan senza stelle Denominazione della banca, data | Valore, mappa dell'Uzbekistan         | 2001               |
| | 25 som        | 27 mm             |                   | Acciaio rivestito da nickel |                            | Emblema dell'Uzbekistan senza stelle Denominazione della banca, data | Valore, Jaloliddin Manguberdi         | 1999               |
| | 50 som        | 26,1 mm           | 8 g               | Acciaio rivestito da nickel | Sezioni lisce e dentellate | Emblema dell'Uzbekistan senza stelle Denominazione della banca, data | Valore, mappa dell'Uzbekistan         | 20011              |
| | 50 som        | 26,1 mm           | 7,9 g             | Acciaio rivestito da nickel | Sezioni lisce e dentellate | Emblema dell'Uzbekistan senza stelle Denominazione della banca, data | Valore, statua e rovine di Shahrisabz | 20022              |
| Queste immagini sono in una scala di 2,5 pixel per millimetro, uno standard di Wikipedia per le monete mondiali. Per altre informazioni vedi tavole monete. |               |                   |                   |                             |                            |                                                                      |                                       |                    |

#### Annotazioni
1. 10º anniversario dell'indipendenza
2. 2700º anniversario della fondazione di Shahrisabz

### Banconote
| Immagine | Immagine | Valore     | Colore principale | Descrizione                                                                     | Descrizione                                                                        | Data di emissione \| Fine corso legale                |                |
| Fronte   | Verso    | Valore     | Colore principale | Fronte                                                                          | Verso                                                                              | Data di emissione \| Fine corso legale                |                |
| -------- | -------- | ---------- | ----------------- | ------------------------------------------------------------------------------- | ---------------------------------------------------------------------------------- | ----------------------------------------------------- | -------------- |
|          |          | 1 som      | Verde e viola     | Emblema                                                                         | Alisher Navoi Opera and Ballet Theater                                             | 1994                                                  | ~2005          |
|          |          | 3 som      | Rosso             | Emblema                                                                         | Moschea di Çaçma Ayub Mazar a Bukhara                                              | 1994                                                  | ~2005          |
|          |          | 5 som      | Blu ed arancione  | Emblema ed arabeschi                                                            | Monumento di Ali Shir Nawai a Tashkent                                             | 1994                                                  | ~2005          |
|          |          | 10 som     | Viola             | Emblema ed arabeschi                                                            | Gur-e Amir a Samarcanda                                                            | 1994                                                  | ~2005          |
|          |          | 25 som     | Blu e viola       | Emblema ed arabeschi                                                            | Mausoleo di Kazi Zade Rumi a Shah-i-Zinda                                          | 1994                                                  | ~2005          |
|          |          | 50 som     | Marrone           | Emblema ed arabeschi                                                            | Madrasa a Registan                                                                 | 1994                                                  | 1º luglio 2019 |
|          |          | 100 som    | Viola             | Emblema ed arabeschi                                                            | Palazzo Druzhba Narodov a Tashkent                                                 | 1994                                                  | 1º luglio 2019 |
|          |          | 200 som    | Verde             | Emblema                                                                         | Mosaico di tigre mitologica nella madrasa Sher-Dor a piazza Registan di Samarcanda | 1997                                                  | 1º luglio 2020 |
|          |          | 500 som    | Rosso e verde     | Emblema                                                                         | Statua di Timur                                                                    | 1999                                                  | 1º luglio 2020 |
|          |          | 1000 som   | Grigio            | Emblema                                                                         | Museo Amir Timur di Tashkent                                                       | 2001                                                  | -              |
|          |          | 5.000 som  | Verde             | Assemblea nazionale (Oliy Majlis) di Tashkent                                   | 2013                                                                               |                                                       | -              |
|          |          | 10.000 som | Blu               | Senato (Senat) di Tashkent                                                      | 2017                                                                               |                                                       | -              |
|          |          | 50.000 som | Viola             | Emblema; sommità dell'arco “Ezgulik” della piazza dell'Indipendenza di Tashkent | 2017                                                                               | Palazzo dei Congressi (Anjumanlar Saroyi) di Tashkent |                |

| 1994-2017 Series                                                       | 1994-2017 Series | 1994-2017 Series | 1994-2017 Series   | 1994-2017 Series                                                                           | 1994-2017 Series                                                               | 1994-2017 Series | 1994-2017 Series |
| Image                                                                  | Image            | Value            | Main Colour        | Description                                                                                | Description                                                                    | Date of printing | withdrawal       |
| Obverse                                                                | Reverse          | Value            | Main Colour        | Obverse                                                                                    | Reverse                                                                        | Date of printing | withdrawal       |
| ---------------------------------------------------------------------- | ---------------- | ---------------- | ------------------ | ------------------------------------------------------------------------------------------ | ------------------------------------------------------------------------------ | ---------------- | ---------------- |
|                                                                        |                  | 1 soʻm           | Green and pink     | National emblem of Uzbekistan                                                              | Alisher Navoi Opera and Ballet Theater in Tashkent                             | 1994             | middle 2000s     |
|                                                                        |                  | 3 soʻm           | Red                | National emblem of Uzbekistan                                                              | Mosque of Çaçma Ayub Mazar in Bukhara                                          | 1994             | middle 2000s     |
|                                                                        |                  | 5 soʻm           | Blue and orange    | National emblem of Uzbekistan and Islamic pattern                                          | Ali Shir Nawai Monument in Tashkent                                            | 1994             | middle 2000s     |
|                                                                        |                  | 10 soʻm          | Purple             | National emblem of Uzbekistan and Islamic pattern                                          | Gur-e Amir in Samarkand                                                        | 1994             | middle 2000s     |
|                                                                        |                  | 25 soʻm          | Blue and pink      | National emblem of Uzbekistan and Islamic pattern                                          | The Mausoleum of Kazi Zade Rumi in the Shah-i-Zinda complex in Samarkand       | 1994             | middle 2000s     |
|                                                                        |                  | 50 soʻm          | Brown              | National emblem of Uzbekistan and Islamic pattern                                          | The three Madrasahs of the Registan in Samarkand                               | 1994             | 1 July 2019      |
|                                                                        |                  | 100 soʻm         | Purple             | National emblem of Uzbekistan and Islamic pattern                                          | Bunyodkor Palace in Tashkent                                                   | 1994             | 1 July 2019      |
|                                                                        |                  | 200 soʻm         | Green              | National emblem of Uzbekistan                                                              | Detail of a tiger mosaiс on the Sher-Dor Madrasah at the Registan in Samarkand | 1997             | 1 July 2020      |
|                                                                        |                  | 500 soʻm         | Red and some green | National emblem of Uzbekistan                                                              | Statue of Timur (Tamerlane) in Tashkent                                        | 1999             | 1 July 2020      |
|                                                                        |                  | 1,000 soʻm       | Grey               | National emblem of Uzbekistan                                                              | Amir Timur Museum in Tashkent                                                  | 2001             | Current          |
|                                                                        |                  | 5,000 soʻm       | Green              | National emblem of Uzbekistan                                                              | National Assembly (Oliy Majlis) in Tashkent                                    | 2013             | Current          |
|                                                                        |                  | 10,000 soʻm      | Blue               | National emblem of Uzbekistan                                                              | Senate (Senat) in Tashkent                                                     | 2017             | Current          |
|                                                                        |                  | 50,000 soʻm      | Violet             | National emblem of Uzbekistan; top of the “Ezgulik” ark in Independence Square in Tashkent | Palace of Conventions (Anjumanlar Saroyi) in Tashkent                          | 2017             | Current          |
| Per altre informazioni vedi tabella con le specifiche delle banconote. |                  |                  |                    |                                                                                            |                                                                                |                  |                  |